# Camille de Borman
 (mai 2020).
Si vous disposez d'ouvrages ou d'articles de référence ou si vous connaissez des sites web de qualité traitant du thème abordé ici, merci de compléter l'article en donnant les références utiles à sa vérifiabilité et en les liant à la section « Notes et références ».
Le baron Camille de Borman, né à Looz le 2 avril 1837 et mort à Schalkhoven le 8 décembre 1922  est un historien et politicien belge.

## Famille
Il est le fils de Théodore de Borman, né à Bree en 1803 et mort à Schalkhoven en 1863, juge de paix du canton de Looz et admis en 1857, avec son frère, à la pairie avec le titre de chevalier et de Natalie du Vivier.
Camille de Borman Théodore épouse en 1867 la baronne Marie-Louise de Brouckmans (1841-1906). Ils ont trois filles et trois fils.
En 1911, le Roi le nomma commandeur de l'Ordre de Léopold et en 1913 changea son titre de chevalier en celui de baron.

## Vie
La famille Borman est fermement établie à Schalkhoven, où elle vit dans un château du XVIe siècle, hérité de la famille du Vivier.
En 1861, Camille de Borman acquiert le diplôme de docteur en droit de l'université de Liège. Il fut bourgmestre de Schalkhoven de 1863 à 1874 et, en 1865, il est nommé conseiller provincial du canton de Looz. En 1874, il est élu député provincial avant de devenir président du conseil provincial en 1904.
Sa passion sont l'histoire et la généalogie. Ceci l'a amené à devenir membre de nombreuses associations spécialisées:
- membre correspondant de la Commission royale des Monuments et des Sites (en 1851)
- membre de la Société scientifique et littéraire du Limbourg (en 1858)
- fondateur de la Société des bibliophiles liégeois (en 1863 avec Stanislas Bormans et Xavier de Theux)
- fondateur de la Gilde de Saint-Thomas et de Saint-Luc (en 1863)
- membre du Conseil héraldique de Belgique (en 1886 et président en 1911 jusqu'à sa mort)
- membre suppléant de la Commission royale d'histoire (en 1907 et membre effectif en 1910)
- membre de l'Académie belge de l'archéologie
- Président de la Société scientifique et littéraire du Limbourg

Il meurt le 8 décembre 1922 dans son château.

## Publications
De Borman a écrit de nombreux articles dans l'Annuaire de la noblesse belge, le Bulletin de l'institut archéologique liégeois, De Navorscher, Indicateur généalogique, héraldique et biographique.
- Le livre des fiefs du comté de Looz sous Jean d'Arckel, Bruxelles, F. Hayes, 1875, 332 p. (lire en ligne)
- La chronique de l'abbaye de Saint-Trond, Liège, 1877
- Les échevins de la souveraine justice de Liège., t. I : Moyen Âge, Liège, Grandmont-Donders, 1892, 504 p. (présentation en ligne, lire en ligne)
- Les échevins de la souveraine justice de Liège., t. II : Age Moderne, Liège, Grandmont-Donders, 1899, 610 p. (présentation en ligne, lire en ligne)
- La chronique d'Adrien d'Oudenbosch, Liège, 1903
- Les origines belges de notre dynastie, Bruxelles, 1905
- Livre d'or de la famille de Borman, Liège, 1906
- Alphonse Bayot, Œuvres de Jacques de Hemricourt, t. I : Le Miroir des Nobles de Hesbaye, Bruxelles, Kiessling, 1910, 491 p. (lire en ligne)
- Édouard Poncelet, Œuvres de Jacques de Hemricourt, t. II : Le Miroir des Nobles de Hesbaye : Codex diplomaticus et tableaux généalogiques, Bruxelles, Kiessling, 1925, 496 p. (lire en ligne)
- Alphonse Bayot et Édouard Poncelet, Œuvres de Jacques de Hemricourt, t. III : Le Traité des Guerres d'Awans et de Waroux, Le Patron de la temporalité et Manuscrits et Éditions des Œuvres de J. de Hemricourt, Bruxelles, Lamertin, 1931, CDLXIII-481 p. (lire en ligne)